# Nhà thờ chính tòa Long Xuyên

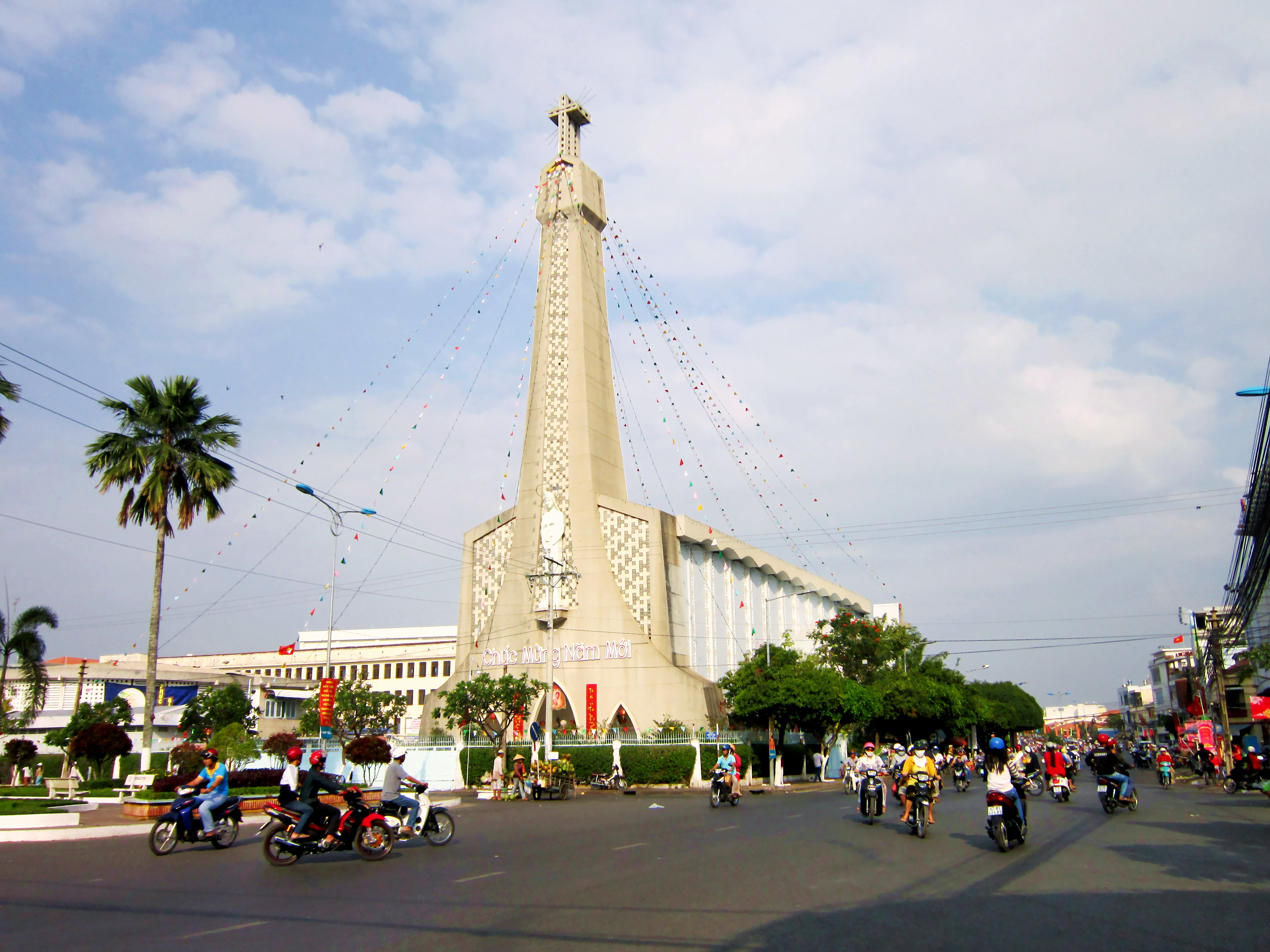
Nhà thờ chính tòa Long Xuyên.

Nhà thờ chính tòa Long Xuyên hiện nay tọa lạc tại số 9 đường Nguyễn Huệ, phường Long Xuyên, tỉnh An Giang. Đây là nhà thờ chính tòa của giáo phận Long Xuyên. Nhà thờ chính tòa Long Xuyên cách Thành phố Hồ Chí Minh 186 km.
Ngày 24 tháng 11 năm 1960, Giáo hoàng Gioan XXIII ra Sắc chỉ Christi Madata thành lập Giáo phận chính tòa Long Xuyên. Nhà thờ Thánh Tôma khi đó là nhà thờ giáo xứ Long Xuyên được chọn làm nhà thờ chính tòa. Nhà thờ này được xây dựng từ xây năm 1903 theo kiến trúc phương Tây hiện nay là nhà nguyện dành cho các linh mục, tu sĩ về tĩnh tâm hằng tháng và hằng năm.
Nhà thờ chính tòa hiện nay là nhà thờ Thánh Nicôla Bari. Nhà thờ này được xây dựng vào năm 1958, do linh mục Piô Nguyễn Hữu Mỹ phụ trách. Sau đó tiếp tục được xây dựng mở rộng và chính thức được khánh thành ngày 15 tháng 8 năm 1973 và trở thành nhà thờ chính tòa giáo phận. Nhà thờ có chiều dài 60m, rộng 18m, cao 20m, tháp chuông cao 55m.
Ở mặt tiền của nhà thờ có tượng Đức Mẹ rất lớn do đó nhà thờ còn được gọi là Nhà thờ chính tòa Đức Maria Ban Hòa Bình hay Nhà thờ Nữ vương Hòa bình. Tượng Đức Mẹ này giống với hình ảnh về Đức Mẹ Pontmain.